# RBP2
RBP2 (англ. Retinol binding protein 2) – білок, який кодується однойменним геном, розташованим у людей на короткому плечі 3-ї хромосоми.  Довжина поліпептидного ланцюга білка становить 134 амінокислот, а молекулярна маса — 15 707.
| 10         |  | 20         |  | 30         |  | 40         |  | 50         |
| ---------- |  | ---------- |  | ---------- |  | ---------- |  | ---------- |
| MTRDQNGTWE |  | MESNENFEGY |  | MKALDIDFAT |  | RKIAVRLTQT |  | KVIDQDGDNF |
| KTKTTSTFRN |  | YDVDFTVGVE |  | FDEYTKSLDN |  | RHVKALVTWE |  | GDVLVCVQKG |
| EKENRGWKQW |  | IEGDKLYLEL |  | TCGDQVCRQV |  | FKKK       |  |            |

A: Аланін

C: Цистеїн

D: Аспарагінова кислота

E: Глутамінова кислота

F: Фенілаланін

G: Гліцин

H: Гістидин

I: Ізолейцин

K: Лізин

L: Лейцин

M: Метіонін

N: Аспарагін

Q: Глутамін

R: Аргінін

S: Серин

T: Треонін

V: Валін

W: Триптофан

Задіяний у такому біологічному процесі як транспорт. 
Білок має сайт для зв'язування з ретинолом. 
Локалізований у цитоплазмі.